# Футболіст року (Україна)

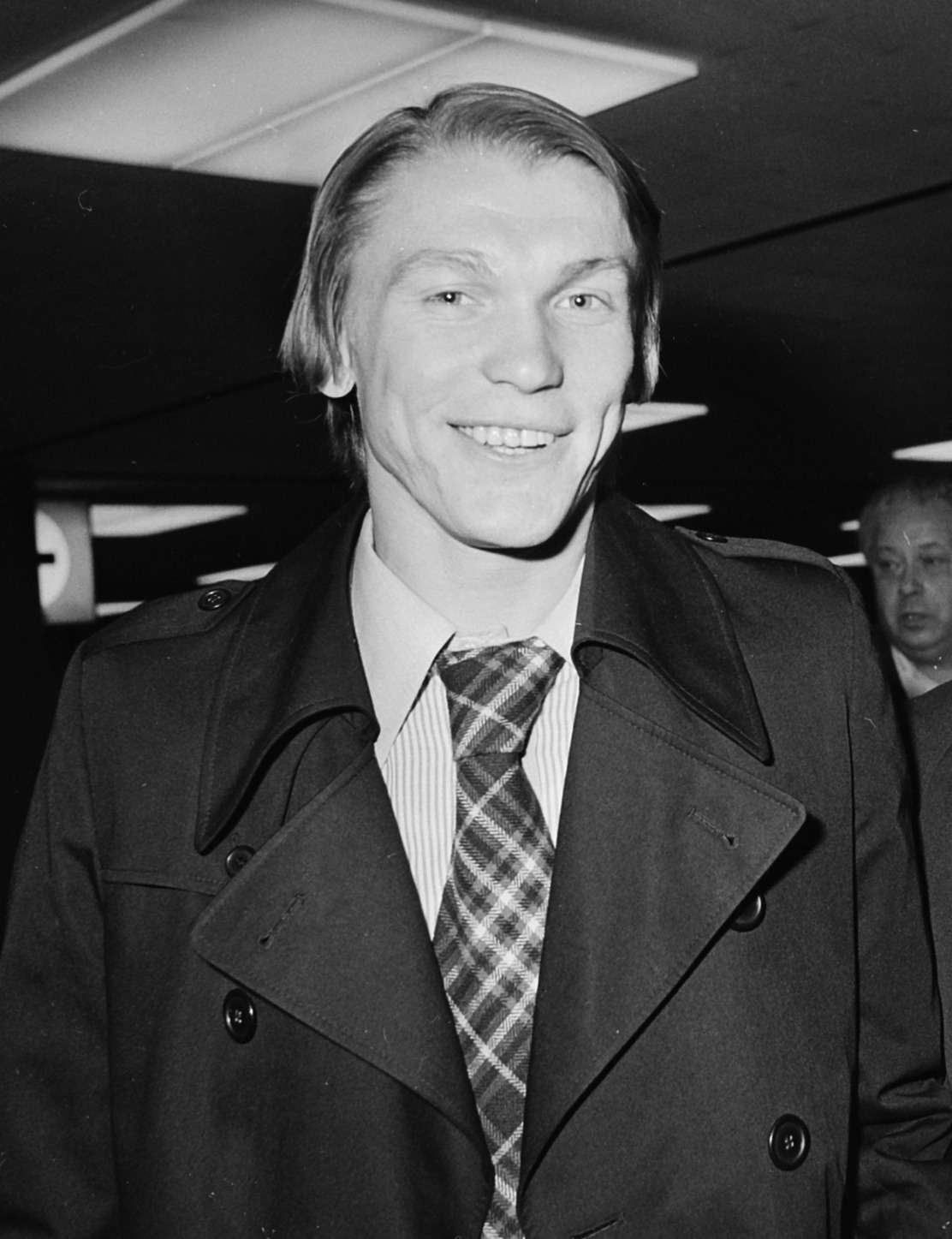
Олег Блохін — рекордсмен за загальною кількістю перемог (9) і за кількістю перемог поспіль (7)

Футболіст року — нагорода найкращому футболістові України. З 2018 року її присуджує сайт газети «Український футбол». До цього відповідні опитування проводила газети «Молодь України» та «Український футбол». В опитуванні беруть участь журналісти, вболівальники й футбольні фахівці, кожен із яких називає свою трійку лауреатів. Номінантами можуть бути футболісти з українським громадянством незалежно від чемпіонату, в якому вони виступають.
Опитування почалися з 1969 року. Рекордсмен за кількістю титулів — Олег Блохін, який вигравав опитування 9 разів, він же є лідером за кількістю перемог поспіль (7, із 1972 по 1978). Блохін також є рекордсменом за кількістю потраплянь у призову трійку (13: 9 перших місць, 1 — друге й 3 — третіх), зовсім трохи від нього відстав Андрій Шевченко (12: по 6 перших і других місць). У 2023 році володарем звання найкращого футболіста України став Артем Довбик.

## Опитування газети «Молодь України»
З 1969 по 1990 переможців визначало видання «Молодь України».
| Рік  | Футболіст           | Клуб             |      | Рік                  | Футболіст     | Клуб |
| ---- | ------------------- | ---------------- | ---- | -------------------- | ------------- | ---- |
| 1969 | Віктор Серебряніков | Динамо (Київ)    | 1980 | Олег Блохін          | Динамо (Київ) |      |
| 1970 | Володимир Мунтян    | Динамо (Київ)    | 1981 | Олег Блохін          | Динамо (Київ) |      |
| 1971 | Євген Рудаков       | Динамо (Київ)    | 1982 | Анатолій Дем'яненко  | Динамо (Київ) |      |
| 1972 | Олег Блохін         | Динамо (Київ)    | 1983 | Олег Таран           | Дніпро        |      |
| 1973 | Олег Блохін         | Динамо (Київ)    | 1984 | Геннадій Литовченко  | Дніпро        |      |
| 1974 | Олег Блохін         | Динамо (Київ)    | 1985 | Анатолій Дем'яненко  | Динамо (Київ) |      |
| 1975 | Олег Блохін         | Динамо (Київ)    | 1986 | Олександр Заваров    | Динамо (Київ) |      |
| 1976 | Олег Блохін         | Динамо (Київ)    | 1987 | Олексій Михайличенко | Динамо (Київ) |      |
| 1977 | Олег Блохін         | Динамо (Київ)    | 1988 | Олексій Михайличенко | Динамо (Київ) |      |
| 1978 | Олег Блохін         | Динамо (Київ)    | 1989 | Володимир Безсонов   | Динамо (Київ) |      |
| 1979 | Віталій Старухін    | Шахтар (Донецьк) | 1990 | Сергій Юран          | Динамо (Київ) |      |

## Опитування «Українського футболу»

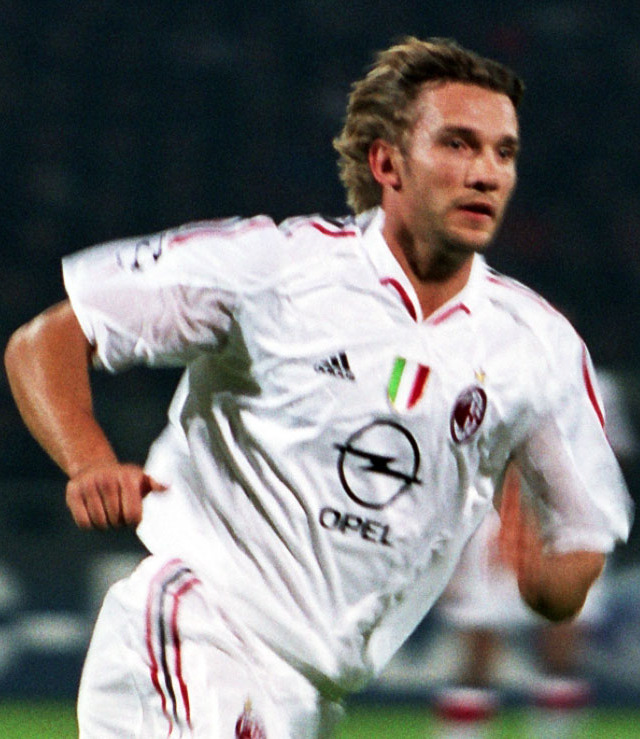
Андрій Шевченко — другий за кількістю виграних титулів (6)

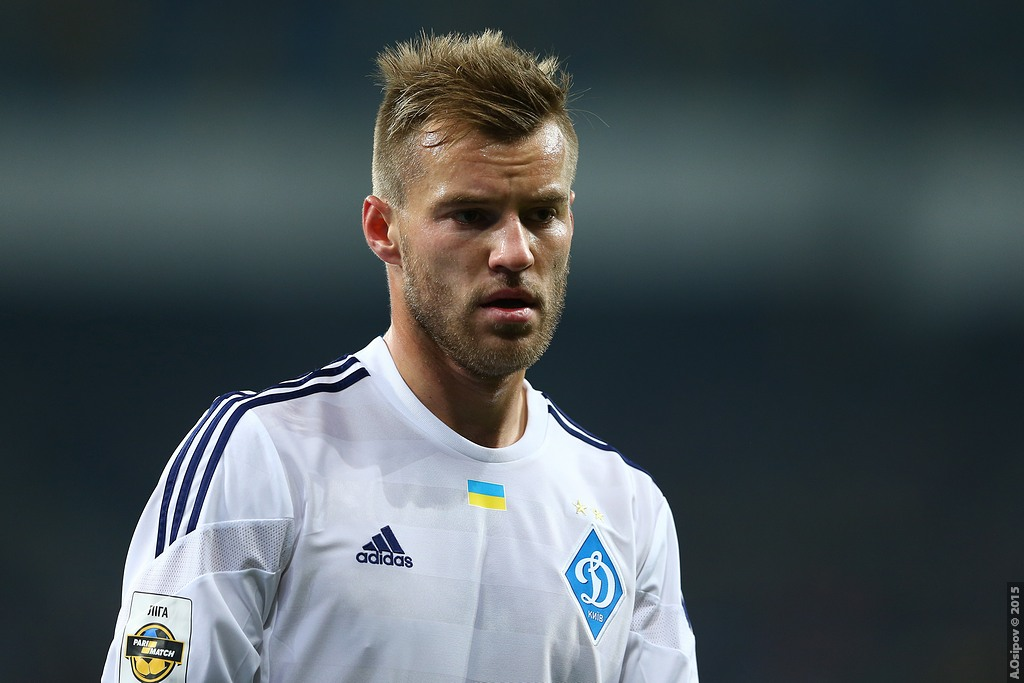
Андрій Ярмоленко — чотириразовий володар титулу

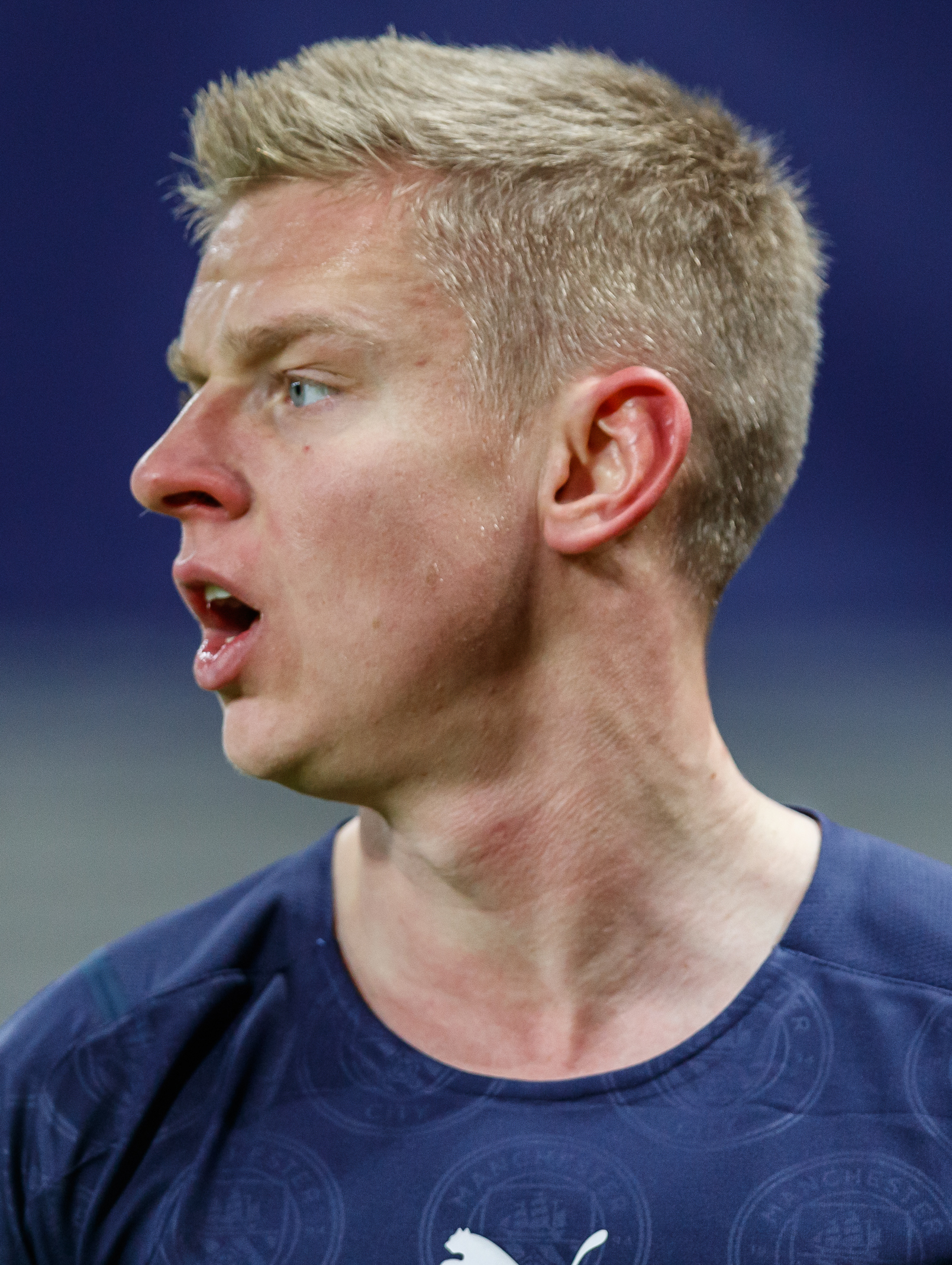
Найкращий футболіст України 2019 року Олександр Зінченко за підсумками сезону 2018/19 став чемпіоном Англії у складі «Манчестер Сіті»

З 1991 нагороду присуджує видання «Український футбол».
| Рік                                          | Місце                   | Футболіст                         | Клуб                              | Результат               |
| -------------------------------------------- | ----------------------- | --------------------------------- | --------------------------------- | ----------------------- |
| 1991                                         | 01                      | Ахрік Цвейба                      | Динамо (Київ)                     | 241                     |
| 1991                                         | 02                      | Сергій Юран                       | Динамо (Київ)                     | 148                     |
| 1991                                         | 03                      | Олег Саленко                      | Динамо (Київ)                     | 99                      |
| 1992                                         | 01                      | Віктор Леоненко                   | Динамо (Київ)                     | 307                     |
| 1992                                         | 02                      | Андрій Полунін                    | Дніпро                            | 110                     |
| 1992                                         | 03                      | Олександр Помазун                 | Металіст                          | 56                      |
| 1993                                         | 01                      | Віктор Леоненко                   | Динамо (Київ)                     | 376                     |
| 1993                                         | 02                      | Тимерлан Гусейнов                 | Чорноморець                       | 87                      |
| 1993                                         | 03                      | Дмитро Михайленко                 | Дніпро                            | 76                      |
| 1994                                         | 01                      | Віктор Леоненко                   | Динамо (Київ)                     | 395                     |
| 1994                                         | 02                      | Олександр Шовковський             | Динамо (Київ)                     | 351                     |
| 1994                                         | 03                      | Ігор Петров                       | Шахтар                            | 182                     |
| 1995                                         | 01                      | Юрій Калітвинцев                  | Динамо (Київ)                     | 667                     |
| 1995                                         | 02                      | Андрій Шевченко                   | Динамо (Київ)                     | 231                     |
| 1995                                         | 03                      | Олег Суслов                       | Чорноморець                       | 197                     |
| 1996                                         | 01                      | Сергій Ребров                     | Динамо (Київ)                     | 538                     |
| 1996                                         | 02                      | Олег Суслов                       | Чорноморець                       | 456                     |
| 1996                                         | 03                      | Юрій Максимов                     | Динамо (Київ)                     | 302                     |
| 1997                                         | 01                      | Андрій Шевченко                   | Динамо (Київ)                     | 814                     |
| 1997                                         | 02                      | Сергій Ребров                     | Динамо (Київ)                     | 414                     |
| 1997                                         | 03                      | Юрій Калітвинцев                  | Динамо (Київ)                     | 290                     |
| 1998                                         | 01                      | Сергій Ребров                     | Динамо (Київ)                     | 1056                    |
| 1998                                         | 02                      | Андрій Шевченко                   | Динамо (Київ)                     | 612                     |
| 1998                                         | 03                      | Олег Лужний                       | Динамо (Київ)                     | 578                     |
| 1999                                         | 01                      | Андрій Шевченко                   | Динамо (Київ) Мілан               | 1425                    |
| 1999                                         | 02                      | Сергій Ребров                     | Динамо (Київ)                     | 1005                    |
| 1999                                         | 03                      | Олександр Шовковський             | Динамо (Київ)                     | 251                     |
| 2000                                         | 01                      | Андрій Шевченко                   | Мілан                             | 1618                    |
| 2000                                         | 02                      | Андрій Воробей                    | Шахтар                            | 1090                    |
| 2000                                         | 03                      | Сергій Ребров                     | Динамо (Київ) Тоттенгем           | 207                     |
| 2001                                         | 01                      | Андрій Шевченко                   | Мілан                             | 1593                    |
| 2001                                         | 02                      | Геннадій Зубов                    | Шахтар                            | 848                     |
| 2001                                         | 03                      | Олександр Мелащенко               | Динамо (Київ)                     | 244                     |
| 2002                                         | 01                      | Анатолій Тимощук                  | Шахтар                            | 744                     |
| 2002                                         | 02                      | Андрій Шевченко                   | Мілан                             | 494                     |
| 2002                                         | 03                      | Андрій Гусін                      | Динамо (Київ)                     | 438                     |
| 2003                                         | 01                      | Олег Венглінський                 | Дніпро                            | 963                     |
| 2003                                         | 02                      | Андрій Шевченко                   | Мілан                             | 660                     |
| 2003                                         | 03                      | Анатолій Тимощук                  | Шахтар                            | 309                     |
| 2004                                         | 01                      | Андрій Шевченко                   | Мілан                             | 1376                    |
| 2004                                         | 02                      | Анатолій Тимощук                  | Шахтар                            | 656                     |
| 2004                                         | 03                      | Андрій Воронін                    | Кельн Баєр                        | 440                     |
| 2005                                         | 01                      | Андрій Шевченко                   | Мілан                             | 1067                    |
| 2005                                         | 02                      | Анатолій Тимощук                  | Шахтар                            | 720                     |
| 2005                                         | 03                      | Руслан Ротань                     | Дніпро Динамо (Київ)              | 440                     |
| 2006                                         | 01                      | Анатолій Тимощук                  | Шахтар                            | 379                     |
| 2006                                         | 02                      | Андрій Шевченко                   | Мілан Челсі                       | 239                     |
| 2006                                         | 03                      | Сергій Ребров                     | Динамо (Київ)                     | 227                     |
| 2007                                         | 01                      | Анатолій Тимощук                  | Зеніт                             | 381                     |
| 2007                                         | 02                      | Андрій Воронін                    | Баєр Ліверпуль                    | 267                     |
| 2007                                         | 03                      | Олександр Гладкий                 | Харків Шахтар                     | 99                      |
| 2008                                         | 01                      | Артем Мілевський                  | Динамо (Київ)                     | 298                     |
| 2008                                         | 02                      | Анатолій Тимощук                  | Зеніт                             | 286                     |
| 2008                                         | 03                      | Сергій Кравченко                  | Ворскла                           | 116                     |
| 2009                                         | 01                      | Артем Мілевський                  | Динамо (Київ)                     | 322                     |
| 2009                                         | 02                      | Андрій Шевченко                   | Мілан Челсі Динамо (Київ)         | 292                     |
| 2009                                         | 03                      | Андрій Пятов                      | Шахтар                            | 140                     |
| 2010                                         | 01                      | Євген Коноплянка                  | Дніпро                            | 158                     |
| 2010                                         | 02                      | Ярослав Ракицький                 | Шахтар                            | 79                      |
| 2010                                         | 03                      | Марко Девич                       | Металіст                          | 76                      |
| 2011                                         | 01                      | Андрій Воронін                    | Динамо (Москва)                   | 145                     |
| 2011                                         | 02                      | Андрій Ярмоленко                  | Динамо (Київ)                     | 118                     |
| 2011                                         | 03                      | Анатолій Тимощук                  | Баварія                           | 112                     |
| 2012                                         | 01                      | Євген Коноплянка                  | Дніпро                            | 267                     |
| 2012                                         | 02                      | Руслан Ротань                     | Дніпро                            | 171                     |
| 2012                                         | 03                      | Олег Гусєв                        | Динамо (Київ)                     | 127                     |
| 2013                                         | 01                      | Андрій Ярмоленко Євген Коноплянка | Динамо (Київ) Дніпро              | 283                     |
| 2013                                         | 03                      | Марко Девич                       | Металіст                          | 111                     |
| 2014                                         | 01                      | Андрій Ярмоленко                  | Динамо (Київ)                     | 244                     |
| 2014                                         | 02                      | Євген Коноплянка                  | Дніпро                            | 185                     |
| 2014                                         | 03                      | Руслан Ротань                     | Дніпро                            | 63                      |
| 2015                                         | 01                      | Андрій Ярмоленко                  | Динамо (Київ)                     | 208                     |
| 2015                                         | 02                      | Євген Коноплянка                  | Дніпро Севілья                    | 156                     |
| 2015                                         | 03                      | Євген Селезньов                   | Дніпро                            | 72                      |
| 2016                                         | 01                      | Руслан Ротань                     | Дніпро                            | 137                     |
| 2016                                         | 02                      | Андрій Пятов                      | Шахтар                            | 123                     |
| 2016                                         | 03                      | Андрій Ярмоленко                  | Динамо (Київ)                     | 102                     |
| 2017                                         | 01                      | Андрій Ярмоленко                  | Динамо (Київ) Боруссія (Дортмунд) | 28                      |
| 2017                                         | 02                      | Тарас Степаненко                  | Шахтар                            | 18                      |
| 2017                                         | 03                      | Денис Гармаш                      | Динамо (Київ)                     | 17                      |
| Опитування сайту газети «Український футбол» |                         |                                   |                                   |                         |
| 2018                                         | 01                      | Віктор Циганков                   | Динамо (Київ)                     | 46                      |
| 2018                                         | 02                      | Марлос                            | Шахтар                            | 37                      |
| 2018                                         | 03                      | Руслан Маліновський               | Генк                              | 28                      |
| 2019                                         | 01                      | Олександр Зінченко                | Манчестер Сіті                    | 28%                     |
| 2019                                         | 02                      | Віктор Циганков                   | Динамо (Київ)                     | 22%                     |
| 2019                                         | 03                      | Руслан Маліновський               | Генк Аталанта                     | 17%                     |
| 2020                                         | 01                      | Денис Фаворов                     | Десна Зоря                        | невідомо                |
| 2020                                         | 02                      | Віталій Миколенко                 | Динамо (Київ)                     | невідомо                |
| 2020                                         | 03                      | Віктор Циганков                   | Динамо (Київ)                     | невідомо                |
| 2021                                         | лауреати не визначались | лауреати не визначались           | лауреати не визначались           | лауреати не визначались |
| 2022                                         | 01                      | Михайло Мудрик                    | Шахтар                            | 295                     |
| 2022                                         | 02                      | Артем Довбик                      | Дніпро-1                          | 246                     |
| 2022                                         | 03                      | Віталій Буяльський                | Динамо (Київ)                     | 67                      |
| 2023                                         | 01                      | Артем Довбик                      | Дніпро-1 Жирона                   | 207                     |
| 2023                                         | 02                      | Георгій Судаков                   | Шахтар                            | 190                     |
| 2023                                         | 03                      | Олександр Зінченко                | Арсенал                           | 128                     |
| 2024                                         | 01                      | Ілля Забарний                     | Борнмут                           | 273                     |
| 2024                                         | 02                      | Артем Довбик                      | Жирона Рома                       | 231                     |
| 2024                                         | 03                      | Георгій Судаков                   | Шахтар                            | 150                     |

## Статистика

### За гравцями
Футболісти, що вигравали більше одного титулу
| Титули | Гравець              | Роки                                                 | Клуби                              |
| ------ | -------------------- | ---------------------------------------------------- | ---------------------------------- |
| 9      | Олег Блохін          | 1972, 1973, 1974, 1975, 1976, 1977, 1978, 1980, 1981 | Динамо (Київ)                      |
| 6      | Андрій Шевченко      | 1997, 1999, 2000, 2001, 2004, 2005                   | Динамо (Київ), Мілан               |
| 4      | Андрій Ярмоленко     | 2013, 2014, 2015, 2017                               | Динамо (Київ), Боруссія (Дортмунд) |
| 3      | Віктор Леоненко      | 1992, 1993, 1994                                     | Динамо (Київ)                      |
| 3      | Анатолій Тимощук     | 2002, 2006, 2007                                     | Шахтар, Зеніт                      |
| 3      | Євген Коноплянка     | 2010, 2012, 2013                                     | Дніпро                             |
| 2      | Анатолій Дем'яненко  | 1982, 1985                                           | Динамо (Київ)                      |
| 2      | Олексій Михайличенко | 1987, 1988                                           | Динамо (Київ)                      |
| 2      | Сергій Ребров        | 1996, 1998                                           | Динамо (Київ)                      |
| 2      | Артем Мілевський     | 2008, 2009                                           | Динамо (Київ)                      |